# Gare de Briey
La gare de Briey est une gare ferroviaire française, fermée et détruite, de la ligne de Valleroy-Moineville à Villerupt-Micheville, située sur le territoire l'ancienne commune de Briey, intégrée depuis 2017 dans la nouvelle commune Val de Briey, dans le département de Meurthe-et-Moselle en région Grand Est.

## Situation ferroviaire
Établie à 207 mètres d'altitude, la gare de Briey est située au point kilométrique (PK) 305,5xx de la ligne de Valleroy-Moineville à Villerupt-Micheville (déclassée), entre les gares de Valleroy - Moineville (ouverte) et la halte de Mance (fermée).

## Histoire
Dès 1841 la commune demande à être sur le tracé d'un chemin de fer reliant Reims et Metz. Bien que bénéficiant de nombreux soutiens, l'affaire est toujours remise à plus tard. En 1863, la compagnie des chemins de fer de l'Est est mise en demeure de réaliser cette ligne mais elle préconise un tracé direct qui ne passe pas par Briey et les variantes proposées sont refusées même lorsqu'elles sont appuyées par une « importante souscription des Briotins ». C'est la guerre franco-allemande de 1870 qui va changer radicalement la donne du fait de la cession de l'Alsace-Lorraine. Briey reste en France, rattachée au département de Meurthe-et-Moselle et demande une ligne spécifique.

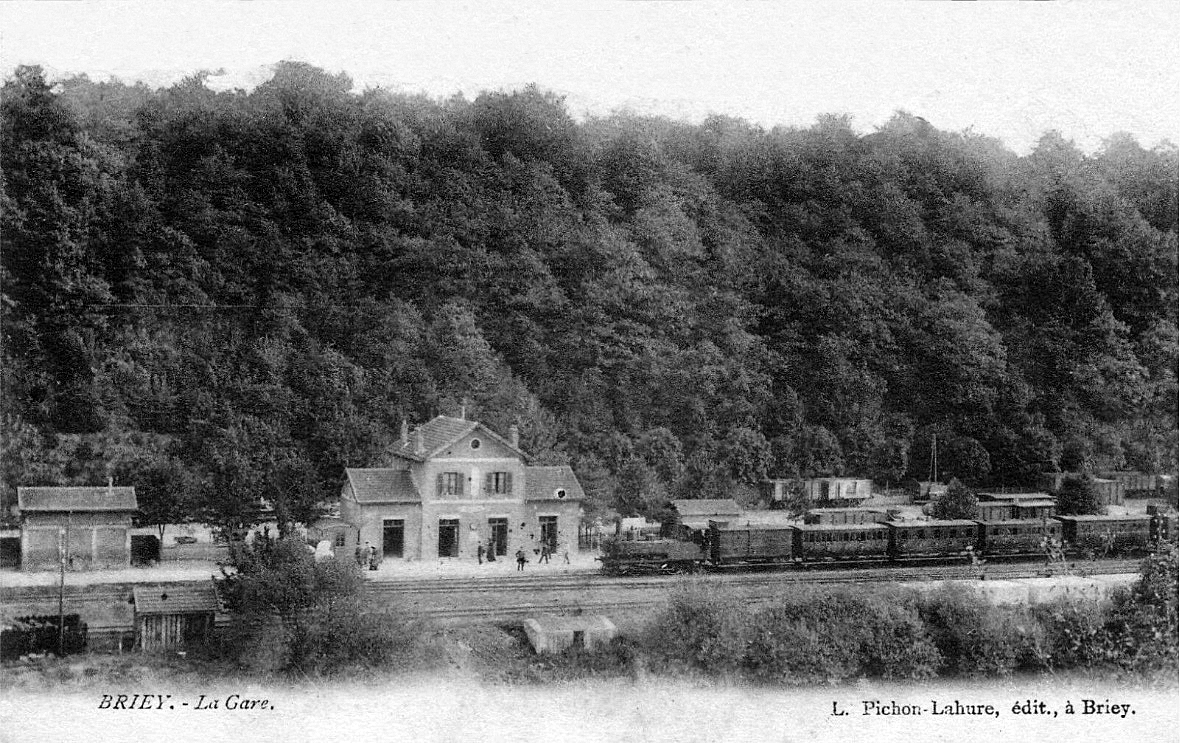
La gare terminus vers 1900.

Une loi du 17 juin 1873 déclare d'utilité publique une ligne de Longuyon à Pagny-sur-Moselle avec un embranchement desservant Briey. Le Conseil général du département décide de financer l'embranchement qui débute à Conflans-en-Jarnisy, traverse les communes de Moutiers, Valleroy, Moineville, Hatrize et Giraumont, avant de rejoindre son terminus à Briey. Les travaux débutent en 1878 et la gare est mise en service le 1er septembre 1879, lors de l'ouverture à l'exploitation de l'embranchement.
Lors de son ouverture, la ligne Conflans-Briey, dispose d'une voie unique et d'un seul arrêt intermédiaire à Valleroy. C'est l'ouverture de la mine de Moutiers et la multiplication du volume de minerai de fer transporté par le chemin de fer qui incite la compagnie, au début des années 1900, à dédoubler la voie et prolonger l'embranchement jusqu'à Audun-le-Roman et Villerupt. La diminution du nombre de voyageurs au début des années 1970 à pour conséquence la fermeture de la gare de Briey le 6 août 1973 ; les trains de passagers en direction d'Audun-le-Roman avaient disparu en 1939.
La section de Valleroy - Moineville à Briey ferme le 1er mai 1989 et est déclassée le 16 décembre 1991. Entre Briey et Tucquegnieux, elle est fermée le 30 septembre 1990 et déclassée le 22 février 1991. Les bâtiments sont détruits durant l'été 1995,.

## Patrimoine ferroviaire
Similaire à celui de la gare de Jœuf - Homécourt, le second bâtiment voyageurs correspondait aux nouveaux plans standard de la Compagnie de l'Est mis au point en 1903. Il remplaçait un petit bâtiment symétrique identique à celui de la gare de Valleroy - Moineville, dans son état d'origine.
Après la fermeture, l'ensemble des parcelles occupées par la gare sont vendues. En 1990, le bâtiment voyageurs est muré puis il est détruit à la fin du mois de juillet 1995 pour laisser la place à une surface de vente en libre service.
L'emplacement du bâtiment voyageurs était sur l'actuel parking du magasin Lidl en parallèle à la rue d'accès à la place des places de parking juste après les deux grands arbres, qui étaient déjà présents avant la démolition du bâtiment.